# Lista das canções mais executadas no Brasil em 2008
Esta lista contém as cem canções mais executadas nas rádios brasileiras no ano de 2008. A lista foi publicada pela empresa Crowley Broadcast Analysis, que recolheu os dados e divulgou as faixas, de repertório nacional e internacional, mais executadas nas estações de rádio de dez capitais brasileiras durante o ano de 2008, no período de 1º de janeiro até 31 de dezembro.

## Lista

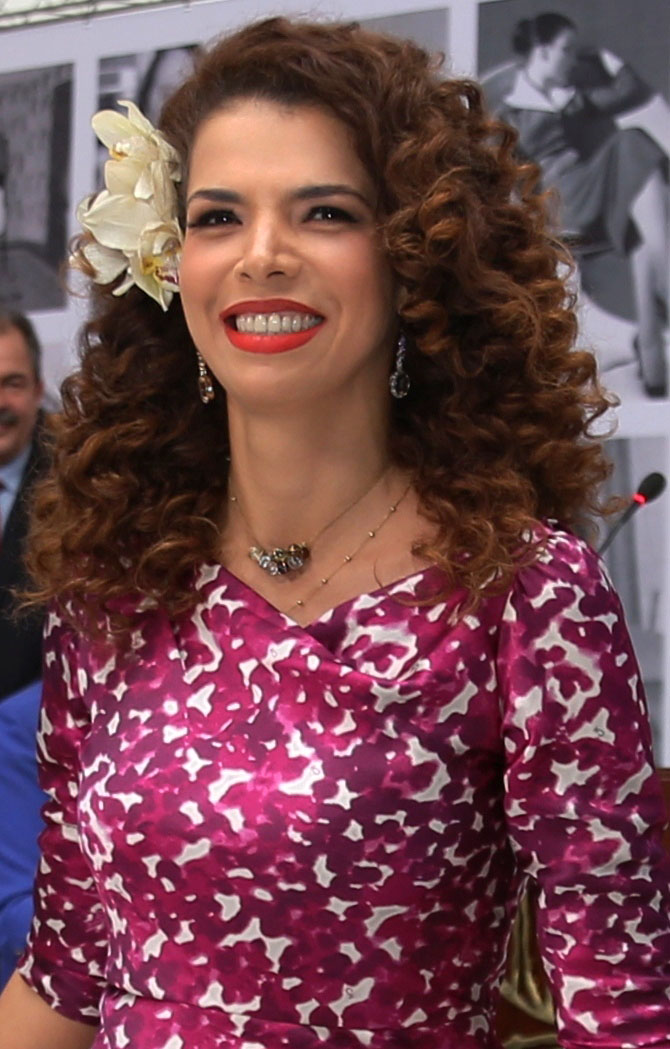
"Boa Sorte / Good Luck", por Vanessa da Mata (na imagem) com participação de Ben Harper, terminou como a canção mais tocada do ano nas rádios, somando um total de 19.647 execuções.

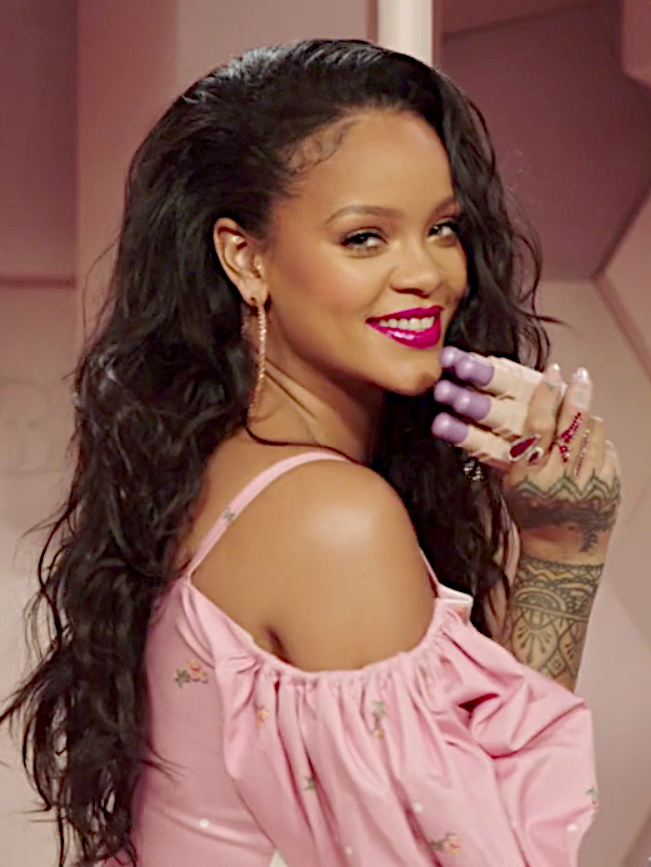
Rihanna (na imagem) obteve cinco canções entre as cem mais executadas, sendo a artista com o maior número de músicas na lista.

| Posição | Canção                         | Artista(s)                                       |
| ------- | ------------------------------ | ------------------------------------------------ |
| 1       | "Boa Sorte / Good Luck"        | Vanessa da Mata (participação de Ben Harper)     |
| 2       | "Don't Stop the Music"         | Rihanna                                          |
| 3       | "No One"                       | Alicia Keys                                      |
| 4       | "Same Mistake"                 | James Blunt                                      |
| 5       | "With You"                     | Chris Brown                                      |
| 6       | "Mina do Condomínio"           | Seu Jorge                                        |
| 7       | "Kiss Kiss"                    | Chris Brown (participação de T-Pain)             |
| 8       | "Tem que Ser Você"             | Victor & Leo                                     |
| 9       | "1 Minuto"                     | D'Black (participação de Negra Li)               |
| 10      | "Exttravasa"                   | Claudia Leitte                                   |
| 11      | "Apologize"                    | Timbaland (participação de OneRepublic)          |
| 12      | "Cedo ou Tarde"                | NX Zero                                          |
| 13      | "Touch My Body"                | Mariah Carey                                     |
| 14      | "4 Minutes"                    | Madonna (participação de Justin Timberlake)      |
| 15      | "Amado"                        | Vanessa da Mata                                  |
| 16      | "Coração Bandido"              | Leonardo                                         |
| 17      | "Coisas que Eu Sei"            | Danni Carlos                                     |
| 18      | "Sem Ar"                       | D'Black                                          |
| 19      | "Take a Bow"                   | Rihanna                                          |
| 20      | "Hate That I Love You"         | Rihanna (participação de Ne-Yo)                  |
| 21      | "No Air"                       | Jordin Sparks (participação de Chris Brown)      |
| 22      | "Me Abrace (Abrázame)"         | Wanessa Camargo (participação de Camila)         |
| 23      | "A Fila Anda"                  | Leonardo                                         |
| 24      | "Low"                          | Flo Rida (participação de T-Pain)                |
| 25      | "Chega"                        | Zezé Di Camargo & Luciano                        |
| 26      | "Não Faz Mais Isso Comigo"     | Bruno & Marrone                                  |
| 27      | "Ciumenta"                     | César Menotti & Fabiano                          |
| 28      | "Clumsy"                       | Fergie                                           |
| 29      | "Last Night"                   | Diddy (participação de Keyshia Cole)             |
| 30      | "Ficar por Ficar"              | Bruno & Marrone                                  |
| 31      | "Fotos"                        | Victor & Leo                                     |
| 32      | "Palavras de Amigo"            | Rodriguinho (participação de Thiaguinho)         |
| 33      | "Let Me Think About It"        | Ida Corr (participação de Fedde le Grand)        |
| 34      | "Difícil Não Falar de Amor"    | Daniel                                           |
| 35      | "Pode Chorar"                  | Alexandre Pires                                  |
| 36      | "Pássaros"                     | Claudia Leitte                                   |
| 37      | "Pela Última Vez"              | NX Zero                                          |
| 38      | "Não Tem Perdão"               | Sorriso Maroto                                   |
| 39      | "Borboletas"                   | Victor & Leo                                     |
| 40      | "Eu Aposto"                    | Eduardo Costa                                    |
| 41      | "Piece of Me"                  | Britney Spears                                   |
| 42      | "Love in This Club"            | Usher (participação de Young Jeezy)              |
| 43      | "Noites Traiçoeiras"           | Padre Marcelo Rossi (participação de Belo)       |
| 44      | "Quase Louco"                  | Daniel                                           |
| 45      | "De Tanto te Querer"           | Jorge & Mateus                                   |
| 46      | "Bubbly"                       | Colbie Caillat                                   |
| 47      | "Pra Ver o Sol Brilhar"        | Belo                                             |
| 48      | "Insegurança"                  | Pixote                                           |
| 49      | "Give It 2 Me"                 | Madonna                                          |
| 50      | "When You Look Me in the Eyes" | Jonas Brothers                                   |
| 51      | "Forever"                      | Chris Brown                                      |
| 52      | "Medo de Amar"                 | Jeito Moleque                                    |
| 53      | "Ainda Gosto Dela"             | Skank (participação de Negra Li)                 |
| 54      | "Bye Bye"                      | Mariah Carey                                     |
| 55      | "Naticongo"                    | Natiruts                                         |
| 56      | "Semente"                      | Armandinho                                       |
| 57      | "Uma Criança com Seu Olhar"    | Charlie Brown Jr.                                |
| 58      | "Anjo Meu"                     | Exaltasamba                                      |
| 59      | "Não é Proibido"               | Marisa Monte                                     |
| 59      | "Rise Up"                      | Yves Larock                                      |
| 60      | "Bala de Prata"                | Fernando & Sorocaba                              |
| 61      | "O Amor é Assim"               | Guilherme & Santiago                             |
| 62      | "Nuvens de Algodão"            | Exaltasamba                                      |
| 63      | "Jogo de Sedução"              | Exaltasamba                                      |
| 64      | "Sorry, Blame It on Me"        | Akon                                             |
| 65      | "Disturbia"                    | Rihanna                                          |
| 66      | "Do Lado Esquerdo"             | César Menotti & Fabiano                          |
| 67      | "Closer"                       | Ne-Yo                                            |
| 68      | "Faz Assim"                    | Sorriso Maroto                                   |
| 69      | "Tchau, I Have To Go Now"      | Jammil e Uma Noites                              |
| 70      | "Imprevisível"                 | Edson & Hudson (participação de Bruno & Marrone) |
| 71      | "Beleza Pura"                  | Skank                                            |
| 72      | "Algum Dia"                    | Capital Inicial                                  |
| 73      | "Your Love Is a Lie"           | Simple Plan                                      |
| 74      | "Love Is Gone"                 | David Guetta                                     |
| 75      | "Break the Ice"                | Britney Spears                                   |
| 76      | "Ayo Technology"               | 50 Cent (participação de Justin Timberlake)      |
| 77      | "Uma Música"                   | Fresno                                           |
| 78      | "Keep on Rising"               | Ian Carey                                        |
| 79      | "Desse Jeito é Ruim pra Mim"   | Belo                                             |
| 80      | "Viva la Vida"                 | Coldplay                                         |
| 81      | "Coração Aberto"               | Jeito Moleque                                    |
| 82      | "Dangerous (Remix)"            | Kardinal Offishall (participação de Akon)        |
| 83      | "Bleeding Love"                | Leona Lewis                                      |
| 84      | "Killa"                        | Cherish (participação de Yung Joc)               |
| 85      | "Paraíso Proibido"             | Strike                                           |
| 86      | "Umbrella"                     | Rihanna                                          |
| 87      | "Versos Simples"               | Chimarruts                                       |
| 88      | "Sensual Seduction"            | Snoop Dogg                                       |
| 89      | "Teu Segredo"                  | Jeito Moleque                                    |
| 90      | "Sufoco"                       | João Bosco & Vinícius                            |
| 91      | "Beber, Cair e Levantar"       | André & Adriano                                  |
| 92      | "Delírios de Amor"             | Alexandre Pires (participação de Revelação)      |
| 93      | "Eu Quero Mais"                | Edson & Hudson                                   |
| 94      | "I Kissed a Girl"              | Katy Perry                                       |
| 95      | "Negativo, Positivo"           | Rick & Renner                                    |
| 96      | "Amigo Fura-Olho"              | Latino (participação de Daddy Kall)              |
| 97      | "Vai"                          | Ana Carolina                                     |
| 98      | "Bye, Bye"                     | Inimigos da HP                                   |
| 99      | "Fica Combinado Assim"         | Sorriso Maroto                                   |